# Consell de Seguretat Nacional (Turquia)

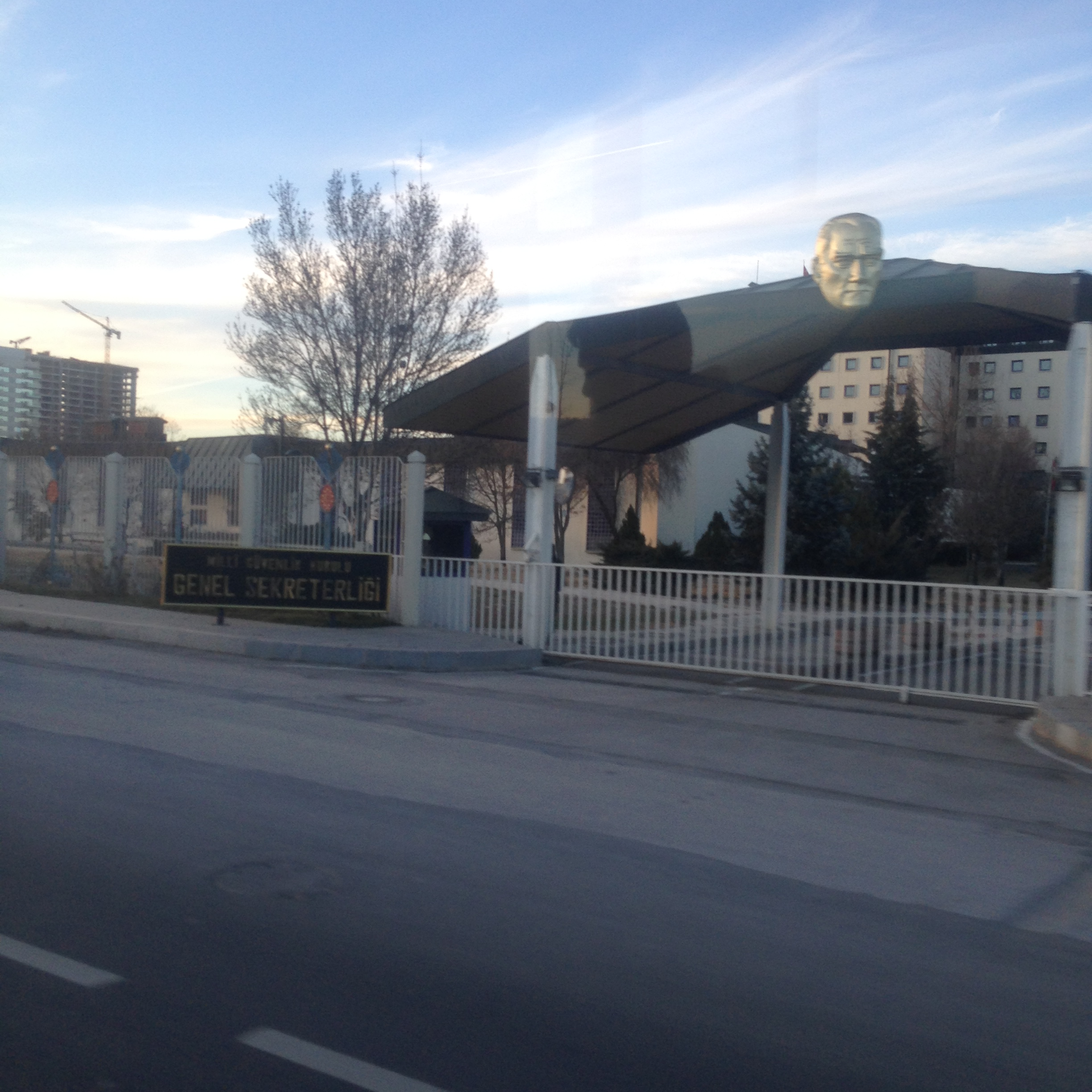
Consell de Seguretat Nacional, Ankara

El Consell de Seguretat Nacional(en turc Millî Güvenlik Kurulu o MGK) és una institució formada per civils turcs i militars. Els Membres del Consell de Seguretat Nacional, segons l'article 118 de la Constitució, són els Comandants en Cap de l'Exèrcit, Marina, Forces aèries i la Gendarmeria, el Cap de l'Estat major general, el Primer ministre i, si s'escau, vice-primers ministres, els ministres de Justícia Interior, Afers Exteriors i Defensa, sota la presidència del President de la República.
Establert el 1961, la seva funció es veié considerablement reforçada per la Constitució de 1982, que el converteix en una verdadera instància de control i vigilància. Després de la reforma de 2003, el càrrec de Secretari General ha estat confiat a un civil i la influència de l'MGK s'ha reduït significativament: s'ha convertit essencialment en un òrgan consultiu.